# Nils Niklasson

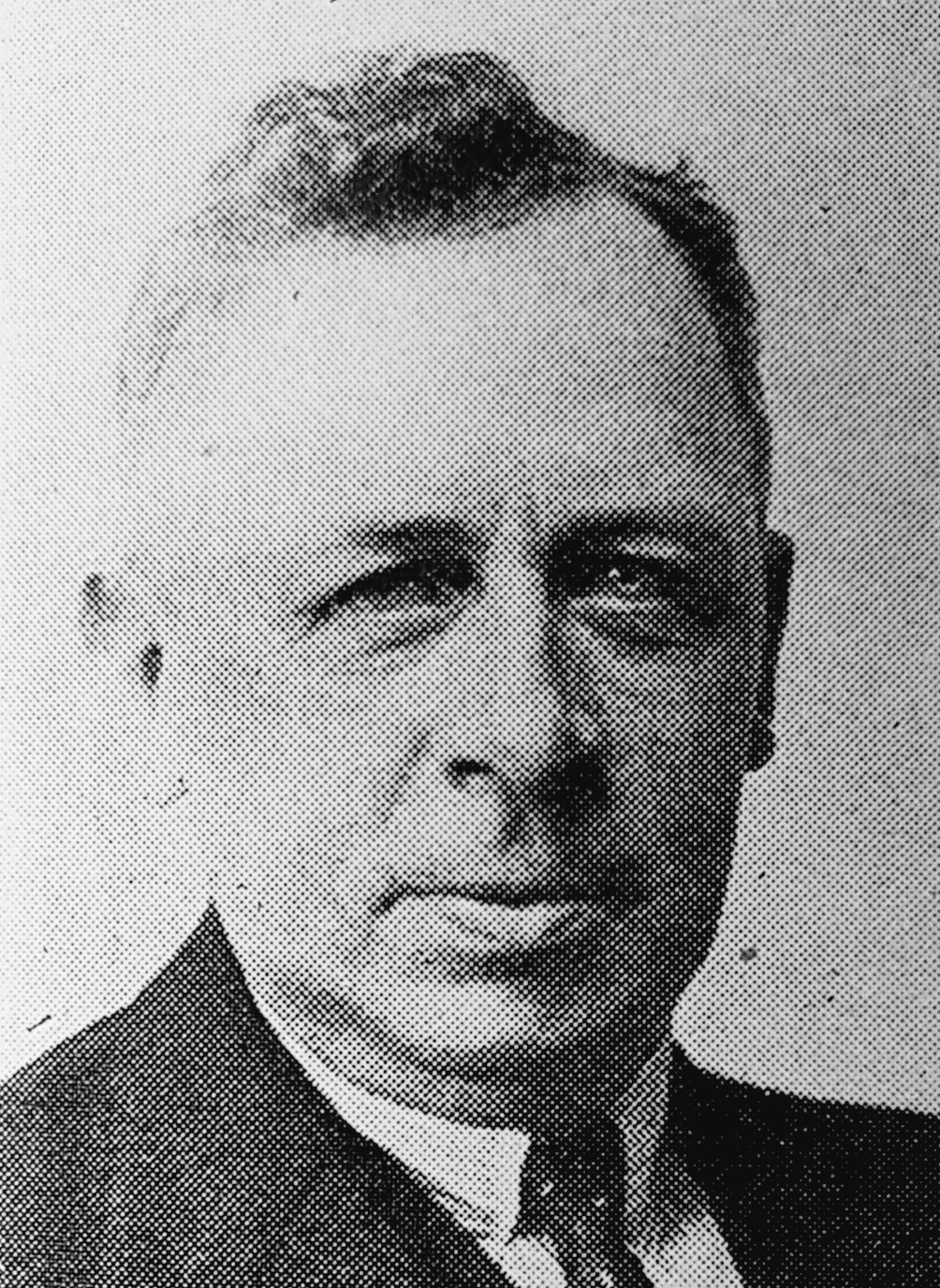
Nils Niklasson

Nils Herman Niklasson, född 20 januari 1890 i Göteborg, död 15 september 1966 i Göteborg, var en svensk museiintendent. 
Han var son till plåtslagaren Herman Niklasson och Sofia Johansdotter samt från 1921 gift med Maja Storck. Efter avlagd studentexamen i Göteborg 1909 fortsatte han sina studier vid Göteborgs högskola 1909-1910 och vid Stockholms högskola 1911-1915. Han blev fil. dr. i Halle 1926. Han var museiassistent i Halle 1916-1929 och blev intendent för Göteborgs museum 1929. Han var sedan 1931 docent i jämförande fornkunskap vid Göteborgs högskola. Han var medlem och sekreterare i Göteborgs och Bohus läns Fornminnesförening och under en period ordförande för Kulturminnesrådet i Göteborgs och Bohus län samt från 1936 korresponderande ledamot av Archäologisches Institut des Detschen Reichs och från 1937 i Prehistoric Society of Great Britain. Han skrev och utgav ett flertal arkeologiska och historiska böcker.